# ワイドハイター
ワイドハイターは花王が発売している衣類用漂白剤である。一時ウールマーク認定商品にもなっていた。

## 概要
花王の発売する「ハイター」「キッチンハイター」シリーズが次亜塩素酸ナトリウムを主成分とする「塩素系」の漂白剤であるのに対し、この「ワイドハイター」シリーズは過酸化水素や過炭酸ナトリウムを主成分とする「酸素系」の漂白剤に分類される。そのため、漂白機能と殺菌機能が弱いが、汚れを落とす力が強い。
通常の洗剤と同時に使うことで消臭、抗菌、漂白機能を補うことができる。
塩素系漂白剤と同時に入れても塩素ガスが発生せず、酸素が発生するだけなので、安心である。ただし、ワイドハイターと塩素系漂白剤の混合液を密封していると酸素ガスで破裂する恐れがある。特に「ワイドハイター PRO 粉末」は危険である。

## 商品ラインナップ

### 衣類用漂白剤
「ワイドハイター クリアヒーロー」シリーズは2022年春のパッケージデザイン変更（「Kao」のロゴマークも月のマークレス仕様へ変更）に伴い、シリーズ名を「ワイドハイター PRO」へ改められた。2025年6月に「ワイドハイター PRO」シリーズがパッケージデザインを変更するリニューアルが行われた。
- ワイドハイターEXパワー（液体酸素系・濃縮タイプ）

「ワイドハイター 濃縮ジェル」の後継製品で、内容量を20%増量。また、2014年5月のリニューアル時に通常サイズ（600ml/つめかえ用480ml）に加え、販売店限定で大サイズ（1000ml/つめかえ用880ml）が追加された。
2023年6月にリニューアル。用途に洗濯槽の防カビが追加。内容量は減容（本体:600ml→560ml、つめかえ用:480ml→450ml、大サイズ:1000ml→930ml、つめかえ用(大サイズ専用):880ml→830ml）され、本体はボトル形状が刷新された。
- ワイドハイター PRO リキッド（液体酸素系・濃縮タイプ）

2020年9月発売。「ワイドハイターEXパワー」をベースに、抗菌・防臭効果をさらに高めた製品。2023年6月にリニューアル。「ワイドハイターEXパワー」同様、用途に洗濯槽の防カビが追加。内容量は減容され（内容量は「ワイドハイターEXパワー」の標準サイズに準じる）、本体はボトル形状が刷新された。2025年6月のリニューアルに伴い、「ワイドハイター PRO 抗菌リキッド」から改名された。なお、中身の変更はないため、つめかえ用を「ワイドハイター PRO 抗菌リキッド」のボトルにつめかえることも可能。
- ワイドハイター PRO 粉末（粉末酸素系）

2017年1月に 「ワイドハイター 粉末タイプ」の後継製品として「ワイドハイターEXパワー 粉末タイプ」を発売。内容量が減容（本体:750g→530g、つめかえ用:500g→450g）され、ボトル形状も「ワイドハイター 粉末タイプ」の円筒形からくびれが付いたスリム角型となった。2020年6月にパッケージデザインを刷新してリニューアルされ、「クリアヒーロー」シリーズへ移行。ラベルの色が緑からキャップと同じ青に変更した。2025年6月のリニューアルに伴い、「ワイドハイター PRO クレンジングパウダー」から改名。内容量が減容（本体:530g→500g、つめかえ用:450g→420g）され、つめかえ用に通常サイズの約3.1個分に相当する1,300g入りの特大サイズを追加。また、使用用途が拡大され、カーペット・ラグ・カーテンなどの漂白、上履き・スニーカーの汚れ落とし・消臭、浴槽・浴室グッズ（洗面器・いすなど）の掃除、浴室の床の掃除、洗濯槽（タテ型洗濯機に限る）の掃除にも使用可能となった。なお、中身の変更は無い為、つめかえ用は「ワイドハイターEXパワー 粉末タイプ」以降の製品のボトルにもつめかえ可能である。
- ワイドハイター PRO 泡スプレー（液体酸素系・部分用スプレータイプ）

2011年4月に「ワイドハイター シミすっきり泡スプレー」の後継商品として「ワイドハイターEXパワー ガンコなシミ用」を発売。本品には「つめかえ防止機構」と呼ばれる中栓が付いている。2014年5月のリニューアル時に抗菌成分を配合。2020年6月にパッケージデザインを刷新してリニューアルされ、「クリアヒーロー」シリーズへ移行。ボトルの色が緑から黄に変更。2025年6月のリニューアルに伴い「ワイドハイター PRO ラク泡スプレー」から改名された。なお、中身の変更は無い為、「ワイドハイターEXパワー ガンコなシミ用」以降の製品と互換使用が可能である。
- ワイドハイター（液体酸素系・レギュラータイプ）

発売当初は「液体ワイドハイター」であったが、「かんたん漂白ワイドハイター」→「かんたんワイドハイター」を経て現在の名称に。なお、「液体ワイドハイター」は一時ウールマーク認定商品にもなっていた。ボトルは1000ml入りの「中」と2000ml入り「大」の2容量があるが、つめかえ用は720ml入りのみで、「ワイドハイターEXパワー」のように、「大」対応のつめかえ用が無いため、「大」につめかえる場合はつめかえ用が2袋必要であった。なお、「大」は2020年8月をもって製造を終了した。同年冬には「中」とつめかえ用のパッケージデザインが変更（自然切替）となり、「中」はキャップ・ボトルが「ワイドハイターEXパワー 大サイズ」と同じ形状に変更された（なお、中身の変更は無い為、旧デザインの容器にもつめかえ可能）。

### 衣類用消臭剤
- ワイドハイター 消臭専用ジェル

本品は洗剤と一緒に使用する衣類用消臭剤で、漂白剤は配合されていない（柔軟剤・漂白剤の併用も可能）。2020年4月に「ワイドハイター クリアヒーロー 消臭ジェル」として発売されていたが、2022年3月に「フレッシュフローラルの香り」がパッケージデザイン（同時に月のマークレスの「Kao」ロゴへ切り替え）と製品名を変更してリニューアルするとともに、ブルーのボトルの「グリーンシトラスの香り」が発売された。「フレッシュフローラルの香り」のつめかえ用は旧製品の「ワイドハイター クリアヒーロー 消臭ジェル」の同じ香りのボトルへのつめかえも可能である。

### 製造終了品
かんたん漂白ワイドハイター
かんたんワイドハイター
液体ワイドハイター
液体ワイドハイター 部分漂白タイプ
ワンタッチキャップ採用。「ワイドハイター1/2」発売の際、ポイント用があったので本品は終売。
ワイドハイター 濃縮ジェル（旧・ワイドハイター1/2）
「ワイドハイターEXパワー」に引き継ぐ（但し、ポイント用は引き継がれず終売）。
ワイドハイター シミすっきり泡スプレー
2011年4月製造終了。「ワイドハイターEXパワー ガンコなシミ用」に継承。
ワイドハイター粉末タイプ（粉末酸素系）
過炭酸ナトリウムが主成分。単独で使用し、水に溶かしてつけおきする。発売当初は「ワイドハイター」。「ワイドハイター」全アイテムのリニューアルの際、液体タイプの「ワイドハイター」と区別するため改名。「ワイドハイターEXパワー 粉末タイプ」の発売に伴い、2017年1月製造終了。
キッチンワイドハイター（家庭用）
「キッチンハイター粉末酸素系」に継承（同製品は2016年3月製造終了）。
ワイドハイター クリアヒーロー 消臭ジェル フレッシュグリーンの香り
衣類用消臭剤。「ワイドハイター 消臭専用ジェル」へ移行のため、2022年3月製造終了。

## 競合商品
- 手間なしブライト - ライオン